# 斯坦利·福尔曼·里德
斯坦利·福尔曼·里德（英語：Stanley Forman Reed，1884年12月31日—1980年4月2日），是美国律师和法学家。他曾在1935年至1938年被富兰克林·罗斯福总统任命为美國訟務次長，并于1938年至1957年期间担任美国最高法院大法官。
里德于1884年12月31日出生于肯塔基州梅森县，他从肯塔基卫斯理学院毕业后，曾就读于哥伦比亚法学院但并未获得法律学位，这使他成为最后一位没有法律学位的最高法院大法官。他于第一次世界大战期间志愿在军队服役，战后里德在肯塔基州梅斯维尔开设了一间律师事务所，并在联邦农业委员会和复兴金融公司任职，期间他曾被选为肯塔基州众议院议员。1935年，罗斯福总统任命他为总检察长，负责为多项新政政策的合宪性提供咨询。
1938年，乔治·萨瑟兰大法官退休后，罗斯福总统成功提名里德为最高法院大法官。他在“史密斯诉奥尔赖特案”、“戈林诉美国案”、“亚当森诉加利福尼亚案”和“麦科勒姆诉教育委员会案”等案件中撰写了大量的裁决意见。里德在大法官任内一直任职到1957年退休，之后其席位由查尔斯·埃文斯·惠特克继任。

## 延伸阅读
- Abraham, Henry J., Justices and Presidents: A Political History of Appointments to the Supreme Court. 3d. ed. (New York: Oxford University Press, 1992). ISBN 0-19-506557-3.
- Cushman, Clare, The Supreme Court Justices: Illustrated Biographies,1789–1995 (2nd ed.)  (Supreme Court Historical Society), (Congressional Quarterly Books, 2001) ISBN 1-56802-126-7; ISBN 978-1-56802-126-3.
- Frank, John P., The Justices of the United States Supreme Court: Their Lives and Major Opinions (Leon Friedman and Fred L. Israel, editors) (Chelsea House Publishers: 1995) ISBN 0-7910-1377-4, ISBN 978-0-7910-1377-9.
- Martin, Fenton S. and Goehlert, Robert U., The U.S. Supreme Court: A Bibliography, (Congressional Quarterly Books, 1990). ISBN 0-87187-554-3.
- Urofsky, Melvin I., The Supreme Court Justices: A Biographical Dictionary (New York: Garland Publishing 1994).  590 pp. ISBN 0-8153-1176-1; ISBN 978-0-8153-1176-8.